# Krokträsket (Nederkalix socken, Norrbotten, 733109-182633)
Krokträsket är en sjö i Kalix kommun i Norrbotten och ingår i Kalixälvens huvudavrinningsområde. Sjön har en area på 0,601 kvadratkilometer och ligger 42 meter över havet. Krokträsket ligger i Torne och Kalix älvsystem Natura 2000-område.

## Delavrinningsområde
Krokträsket ingår i det delavrinningsområde (733058-182695) som SMHI kallar för Utloppet av Krokträsket. Medelhöjden är 49 meter över havet och ytan är 2,72 kvadratkilometer. Det finns inga avrinningsområden uppströms utan avrinningsområdet är högsta punkten. Vattendraget som avvattnar avrinningsområdet har biflödesordning 3, vilket innebär att vattnet flödar genom totalt 3 vattendrag innan det når havet efter 20 kilometer. Avrinningsområdet består mestadels av skog (68 procent). Avrinningsområdet har 0,66 kvadratkilometer vattenytor vilket ger det en sjöprocent på 24,3 procent.